# Lijst van voetbalinterlands Denemarken - Litouwen
Deze lijst van voetbalinterlands is een overzicht van alle officiële voetbalwedstrijden tussen de nationale teams van Denemarken en Litouwen. De landen speelden tot op heden drie keer tegen elkaar. De eerste ontmoeting, een kwalificatiewedstrijd voor het Wereldkampioenschap voetbal 1994, werd gespeeld in Vilnius op 23 september 1992. Het laatste duel, een vriendschappelijke wedstrijd, vond plaats op 10 juni 2025 in Odense.

## Wedstrijden
| № | Plaats     | Datum             | Competitie           | Wedstrijd             | Uitslag |
| - | ---------- | ----------------- | -------------------- | --------------------- | ------- |
| 1 | Vilnius    | 23 september 1992 | WK 1994 kwalificatie | Litouwen – Denemarken | 0 – 0   |
| 2 | Kopenhagen | 25 augustus 1993  | WK 1994 kwalificatie | Denemarken – Litouwen | 4 – 0   |
| 3 | Odense     | 10 juni 2025      | Vriendschappelijk    | Denemarken – Litouwen | 5 – 0   |

## Samenvatting
| Competitie        | Totaal gespeeld | Winst Denemarken | Gelijk | Winst Litouwen | Doelsaldo Denemarken – Litouwen |
| ----------------- | --------------- | ---------------- | ------ | -------------- | ------------------------------- |
| WK-kwalificatie   | 2               | 1                | 1      | 0              | 4 − 0                           |
| Vriendschappelijk | 1               | 1                | 0      | 0              | 5 − 0                           |
| Totaal            | 3               | 2                | 1      | 0              | 9 − 0                           |

Wedstrijden bepaald door strafschoppen worden, in lijn met de FIFA, als een gelijkspel gerekend.

## Details

### Eerste ontmoeting
| WK 1994 kwalificatie (Vilnius, Litouwen, 23 september 1992): |              | |
| Litouwen | 0 – 0        | Denemarken |
| | goals        | |
| Algimantas Liubinskas | bondscoach   | Richard Møller Nielsen |
| Voldemaras Martinkenas Vladimiras Buzmakovas Romas Mažeikis Virginijus Baltušnikas Andrius Tereškinas Ricardas Zdančius Igoris Pankratjevas Viktoras Olsanskis Viaceslavas Sukristovas Stasys Baranauskas Audrius Žuta 89' | opstellingen | Peter Schmeichel Lars Olsen Torben Piechnik Kim Vilfort John Sivebæk Kim Christofte John Jensen Henrik Larsen Brian Laudrup Lars Elstrup 81' Bent Christensen |
| Eimantas Poderis 89' | wissels      | 81' Peter Møller |
| Viktoras Olsanskis 17' Romas Mazeikis 49' | gele kaarten | |

### Tweede ontmoeting
| WK 1994 kwalificatie (Kopenhagen, Denemarken, 25 augustus 1993): |              | |
| Denemarken | 4 – 0        | Denemarken |
| Lars Olsen 12' Frank Pingel 42' Brian Laudrup 61' Aurelijus Skarbalius 70' (e.d.)                                                                                      | goals        | |
| Richard Møller Nielsen | bondscoach   | Algimantas Liubinskas |
| Peter Schmeichel Marc Rieper Lars Olsen Jakob Kjeldbjerg Jakob Friis-Hansen Kim Vilfort John Jensen 82' Brian Steen Nielsen Michael Laudrup Brian Laudrup Frank Pingel | opstellingen | Gintaras Staučė Tomas Žiukas Virginijus Baltušnikas Romas Mažeikis Andrius Tereškinas Viktoras Olšanskis Stasys Baranauskas Aurelijus Skarbalius 58' Irmantas Stumbrys 70' Igoris Kirilovas Vaidotas Šlekys |
| Jes Høgh 82' | wissels      | 58' Vytautas Apanavičius 70' Valdas Urbonas |
| | gele kaarten | ??' Gintaras Staučė |